# 성두역
성두역(城頭驛)은 고잔역과 일리역(현 한대앞역) 사이에 있던 수인선의 폐역된 철도역이다. 현재 중앙역의 전신이 되는 역이기도 하지만 현재의 중앙역과는 1km 이상 떨어진 지금의 예술인아파트 인근에 위치해 있었으며, 반월국가산업단지가 조성되기 이전에 폐역되었다. 1980년대 반월지구 신도시(현 안산시) 건설로 해당 구간이 이설되어 현재는 그 흔적을 찾아볼 수 없다.

## 연혁
- 1937년 8월 5일 : 정류장 등급으로 영업 개시[2]
- 1980년 이전 : 폐지

## 같이 보기
- 중앙역